# Gare de Godarville
La gare de Godarville est une gare ferroviaire belge de la ligne 117, de Braine-le-Comte à Luttre située à Godarville, sur la commune de Chapelle-lez-Herlaimont dans la province de Hainaut en Région wallonne.
Elle est mise en service en 1866 par l'administration des chemins de fer de l'État belge. Depuis la fermeture du bâtiment aux voyageurs, c'est un point d'arrêt non gardé (PANG) à accès libre de la Société nationale des chemins de fer belges (SNCB) desservi par des trains Suburbains (S62) et Omnibus (L).

## Situation ferroviaire
Établie à 135 mètres d'altitude, la gare de Godarville est située au point kilométrique (PK) 18,600 de la ligne 117, de Braine-le-Comte à Luttre, entre les gares de Manage et de Gouy-lez-Piéton.

## Histoire

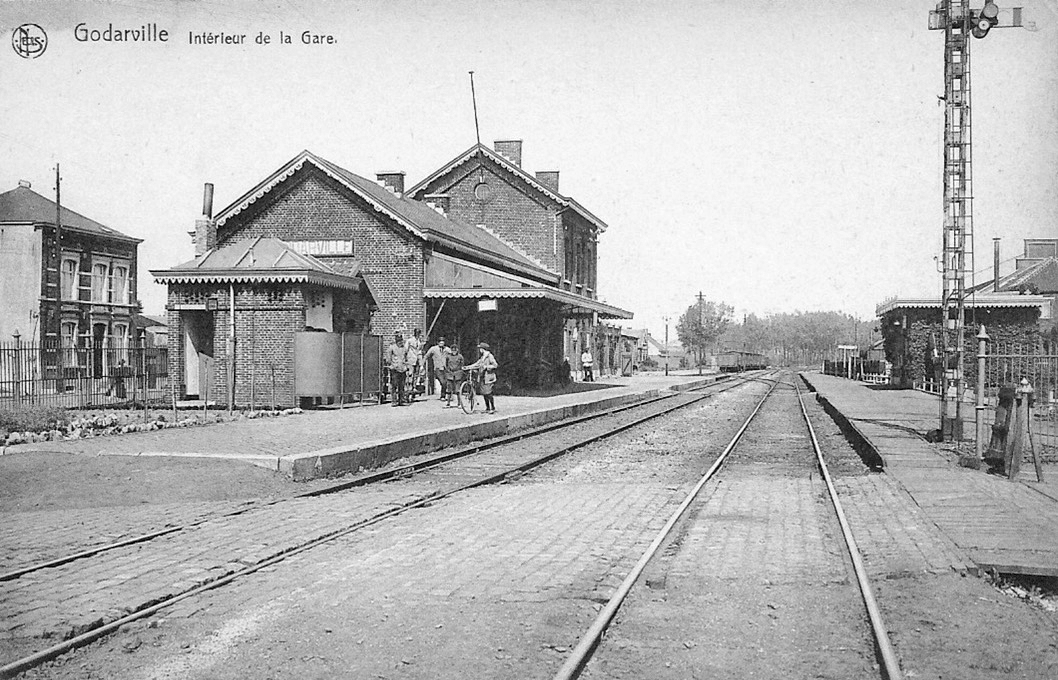
La gare vers 1910.

La gare de Godarville est mise en service en 1866 par l'administration des chemins de fer de l'État belge sur la ligne de Braine-le-Comte à Luttre et Charleroi, inaugurée en 1842-43.
Le bâtiment des recettes date du début des années 1880. Il s'agit d'une des premières gares de plan type 1881 faisant partie d'un lot adjugé en juillet 1880 (avis-conditions du 23 juin 1880) dans la salle d'attente de première classe de la gare de Bruxelles-Nord et comprenant les gares de Familleureux, Godarville, Mont-sur-Marchienne (Marchienne-Est) et Seneffe.
Ce grand bâtiment muni d'une aile de sept travées remplace peut-être un bâtiment plus petit ou un bâtiment provisoire.
Après la fermeture des guichets, le bâtiment des recettes a échappé à la démolition et a été transformé en logements. Les fenêtres côté voies ont été obstruées tandis que l'aile de service à toit plat a été transformée en profondeur.
L'abri de quai en briques et en fer forgé a quant à lui été démoli dans les années 2010.

## Service des voyageurs

### Accueil
C'est un point d'arrêt non gardé (PANG) à accès libre, elle dispose d'un automate pour l'achat de titres de transport. Le passage d'un quai à l'autre et la traversée des voies s'effectuent par le passage à niveau routier.

### Desserte

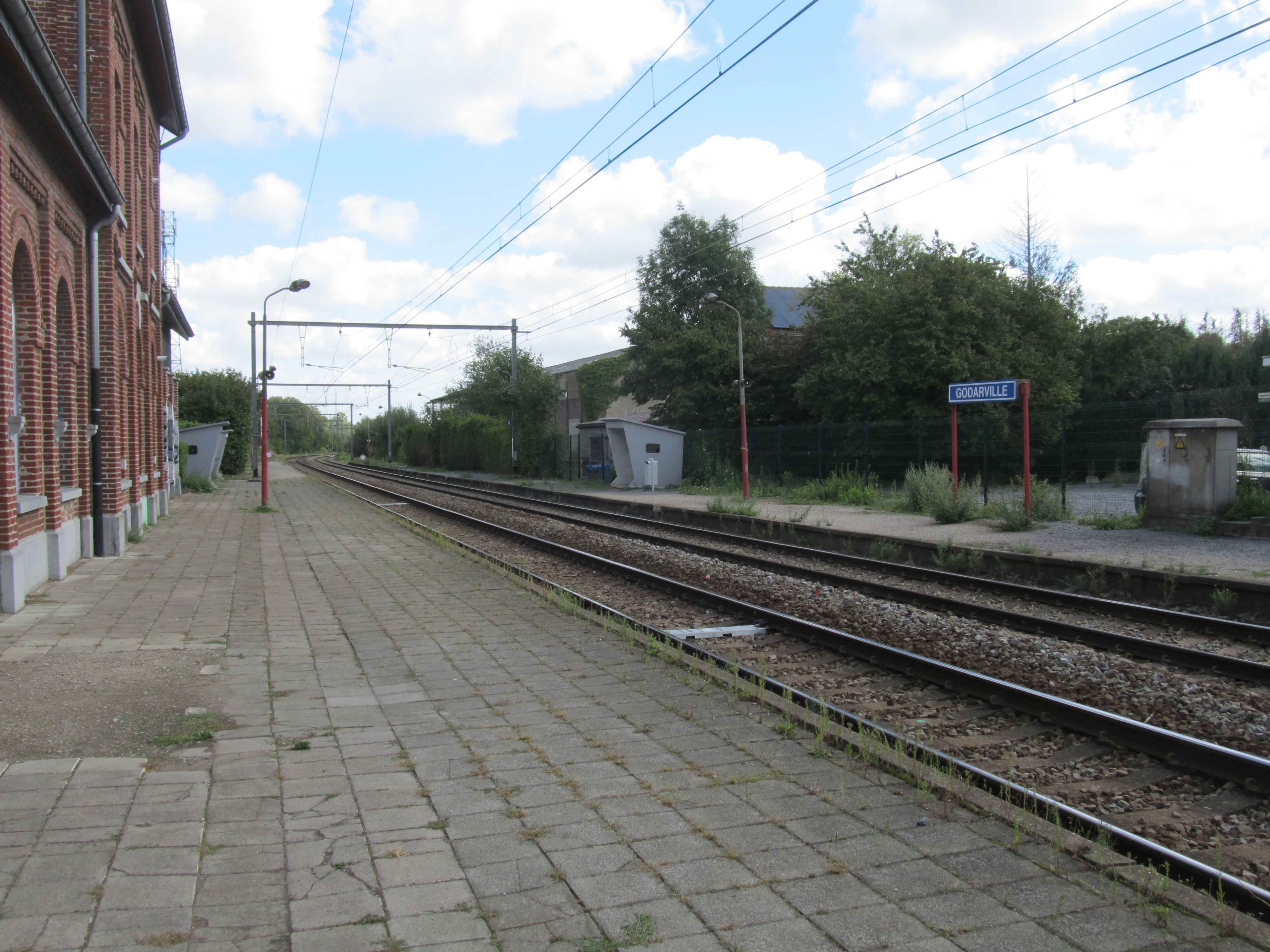
Quais de la halte.

Godarville est desservie par des trains Suburbains (S62) de la SNCB qui effectuent des missions sur la ligne commerciale 117 (voir brochure de la ligne 117).
En semaine, la desserte comprend des trains de la ligne S62 du RER de Charleroi reliant Luttre à Charleroi-Central via La Louvière (toutes les heures), ainsi que deux trains S62 supplémentaires aux heures de pointe : un reliant Luttre à La Louvière-Sud le matin et un de Luttre à Manage l’après-midi.
Les week-ends et jours fériés, des trains L de Charleroi-Central à La-Louvière-Centre via Luttre, repartant ensuite vers Charleroi-Central via la ligne 112, desservent Godarville toutes les deux heures.

### Intermodalité
Un parc pour les vélos est des places de parking pour les véhicules sont aménagés à proximité.

## Comptage voyageurs
Le graphique et le tableau montrent le nombre de passagers qui en moyenne embarquent durant la semaine, le samedi et le dimanche.
| Nombre de voyageurs qui embarquent à la gare de Godarville | Nombre de voyageurs qui embarquent à la gare de Godarville | Nombre de voyageurs qui embarquent à la gare de Godarville | Nombre de voyageurs qui embarquent à la gare de Godarville |
|                                                            | Semaine                                                    | Samedi                                                     | Dimanche                                                   |
| ---------------------------------------------------------- | ---------------------------------------------------------- | ---------------------------------------------------------- | ---------------------------------------------------------- |
| 1977                                                       | 213                                                        | 28                                                         | 24                                                         |
| 1978                                                       | 211                                                        | 25                                                         | 21                                                         |
| 1979                                                       | 194                                                        | 31                                                         | 16                                                         |
| 1980                                                       | 249                                                        | 31                                                         | 29                                                         |
| 1981                                                       | 205                                                        | 32                                                         | 28                                                         |
| 1982                                                       | 244                                                        | 22                                                         | 22                                                         |
| 1983                                                       | 255                                                        | 23                                                         | 21                                                         |
| 1984                                                       | 198                                                        | 35                                                         | 36                                                         |
| 1985                                                       | 213                                                        | 37                                                         | 25                                                         |
| 1986                                                       | 214                                                        | 44                                                         | 30                                                         |
| 1987                                                       | 213                                                        | 19                                                         | 9                                                          |
| 1988                                                       | 212                                                        | 76                                                         | 66                                                         |
| 1989                                                       | 257                                                        | 48                                                         | 45                                                         |
| 1990                                                       | 163                                                        | 51                                                         | 41                                                         |
| 1991                                                       | 178                                                        | 68                                                         | 44                                                         |
| 1992                                                       | 210                                                        | 62                                                         | 47                                                         |
| 1993                                                       | 198                                                        | 60                                                         | 40                                                         |
| 1994                                                       | 193                                                        | 46                                                         | 29                                                         |
| 1995                                                       | 145                                                        | 33                                                         | 20                                                         |
| 1996                                                       | 160                                                        | 35                                                         | 23                                                         |
| 1997                                                       | 135                                                        | -                                                          | -                                                          |
| 1998                                                       | 172                                                        | 27                                                         | 11                                                         |
| 1999                                                       | 171                                                        | 22                                                         | 20                                                         |
| 2000                                                       | 191                                                        | 34                                                         | 24                                                         |
| 2001                                                       | 150                                                        | 18                                                         | 13                                                         |
| 2002                                                       | 156                                                        | 22                                                         | 18                                                         |
| 2003                                                       | 182                                                        | 24                                                         | 16                                                         |
| 2004                                                       | 188                                                        | 23                                                         | 12                                                         |
| 2005                                                       | 190                                                        | 24                                                         | 24                                                         |
| 2006                                                       | 217                                                        | 18                                                         | 11                                                         |
| 2007                                                       | 189                                                        | 24                                                         | 19                                                         |
| 2008                                                       | -                                                          | -                                                          | -                                                          |
| 2009                                                       | 173                                                        | 16                                                         | 15                                                         |
| 2010                                                       | -                                                          | -                                                          | -                                                          |
| 2011                                                       | -                                                          | -                                                          | -                                                          |
| 2012                                                       | 207                                                        | 25                                                         | 18                                                         |
| 2013                                                       | 232                                                        | 25                                                         | 19                                                         |
| 2014                                                       | 229                                                        | 24                                                         | 11                                                         |
| 2015                                                       | 136                                                        | 26                                                         | 14                                                         |
| 2016                                                       | 151                                                        | 9                                                          | 13                                                         |
| 2017                                                       | 115                                                        | 16                                                         | 9                                                          |
| 2018                                                       | 112                                                        | 30                                                         | 14                                                         |
| 2019                                                       | 110                                                        | 25                                                         | 20                                                         |
| 2020                                                       | 58                                                         | 13                                                         | 14                                                         |
| 2021                                                       | -                                                          | -                                                          | -                                                          |
| 2022                                                       | 103                                                        | 37                                                         | 28                                                         |
| 2023                                                       | 112                                                        | 31                                                         | 26                                                         |
| 2024                                                       | 105                                                        | 23                                                         | 27                                                         |